# Mesene iabda
Mesene iabda är en fjärilsart som beskrevs av Doubleday 1847. Mesene iabda ingår i släktet Mesene och familjen Riodinidae. Inga underarter finns listade i Catalogue of Life.